# Antonio Prieto
Antonio Prieto (ur. 7 września 1973 w Kurytybie) – brazylijski tenisista.

## Kariera tenisowa
Zawodowym tenisistą Prieto był w latach 1997–2005.
Sukcesy odnosił w grze podwójnej wygrywając jeden turniej rangi ATP World Tour. W zawodach z cyklu ATP Challenger Tour odniósł cztery triumfy.
W rankingu gry pojedynczej najwyżej był na 524. miejscu (16 listopada 1998), a w klasyfikacji gry podwójnej na 95. pozycji (10 lipca 2000).

### Finały w turniejach ATP World Tour
| Legenda                                      |
| -------------------------------------------- |
| Wielki Szlem                                 |
| Igrzyska olimpijskie                         |
| Tennis Masters Cup / ATP Finals              |
| ATP Masters Series / ATP Tour Masters 1000   |
| ATP International Series Gold / ATP Tour 500 |
| ATP International Series / ATP Tour 250      |

#### Gra podwójna (1–0)
| Końcowy wynik | Nr | Data         | Turniej  | Nawierzchnia | Partner         | Przeciwnicy          | Wynik finału |
| ------------- | -- | ------------ | -------- | ------------ | --------------- | -------------------- | ------------ |
| Zwycięzca     | 1. | 5 marca 2000 | Santiago | Ceglana      | Gustavo Kuerten | Lan Bale Piet Norval | 6:2, 6:4     |